# حشره‌خوار پنجه‌پهن گودوین
 حشره‌خوار پنجه‌پهن گودوین (نام علمی: Cryptotis goodwini) نام یک گونه از سرده حشره‌خوار گوش‌کوچک است.